# Hang Denisova
Hang Denisova là một hang động ở Nga. Hang này nằm ở vùng Altai, gần làng Chorny Anui (Чёрный Ануй), cách Barnaul khoảng 150 km về phía Nam. Hang động nằm ở độ cao 28 m trên bờ phải của sông Anuy (nhánh bên trái của sông Ob), đã hình thành trong tầng đá vôi Silur và có diện tích sàn khoảng 270 m². Hang bao gồm 3 khu vực. Khu trung tâm có diện tích 9 m x 11 m (99 m²), nối với hai khu vực phụ là khu Đông và khu Nam. Đây là một hang được xếp đồng thời vào hai nhóm là hang động đá vôi và hang động sa thạch.
Hang động này nằm trong một khu vực được cho là nơi sinh sống đồng thời trong quá khứ của người Neanderthal và người hiện đại.

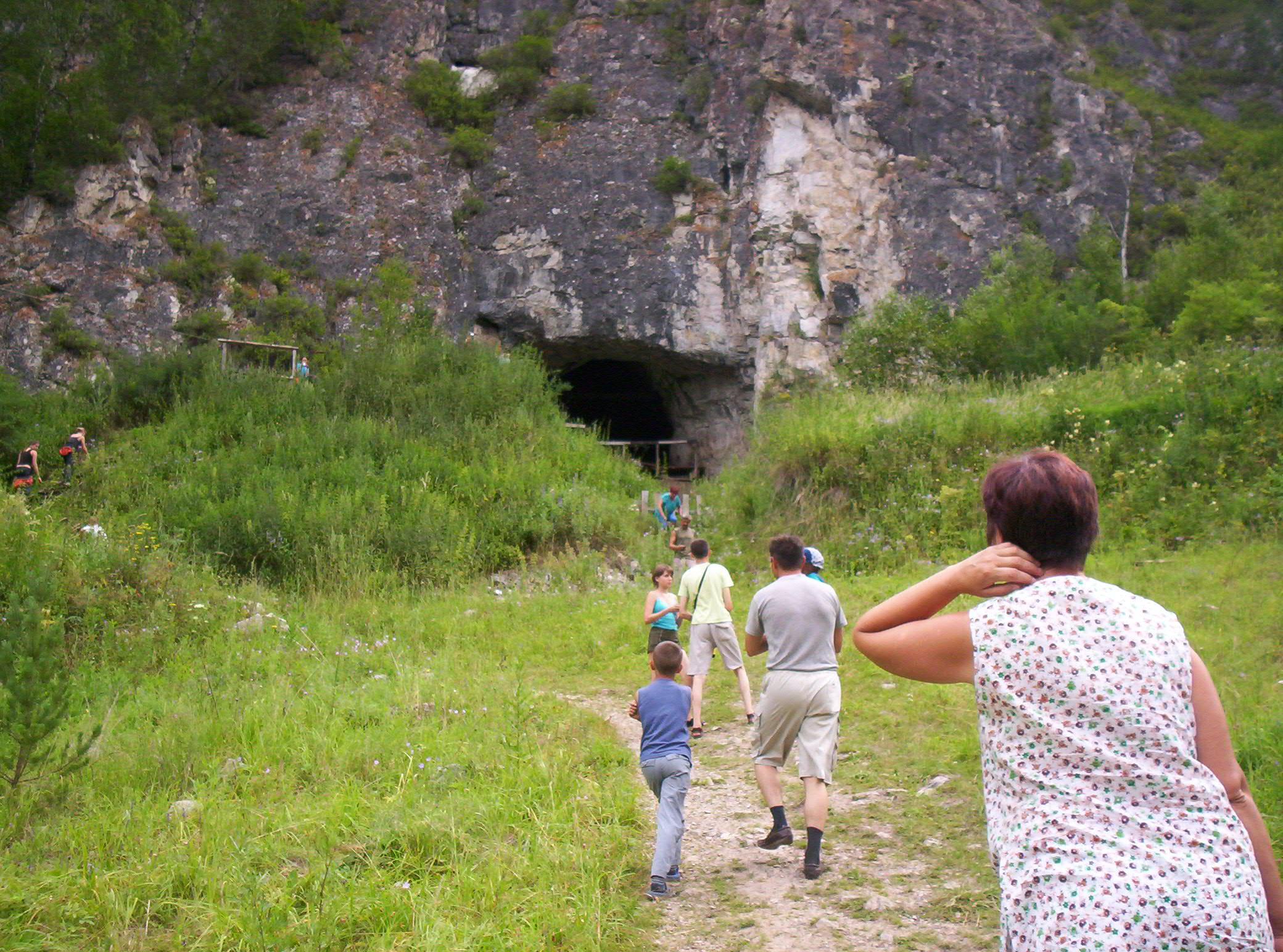
Điểm du lịch trước cửa hang Denisova

Tại hang động này, các nhà khảo cổ đã phát hiện ra di chỉ người Denisova là tên được đặt cho phần còn lại của một cá thể thuộc chi Người, có thể là một loài trước đây chưa biết đến dựa trên một phân tích DNA ti thể của nó (mtDNA). Trong tháng 3 năm 2010, các mảnh xương của một cá thể thiếu niên của giống người này sống cách đây khoảng 41.000 năm trước được khám phá ra tại hang Denisova (vùng Altai, Nga), một vùng cũng có người ở tại cùng một thời điểm của người Neanderthal và con người hiện đại. mtDNA của người Denisova khác với mtDNA của người Neanderthal và con người hiện đại. Tháng 12 năm 2010, một nhóm nhà khoa học quốc tế xác định trình tự từ bộ gen của nhóm này từ xương ngón tay. Theo phân tích của họ, nhóm này có cùng nguồn gốc với người Neanderthal và lai giống với tổ tiên của người Melanesia hiện đại.